# Pyronota splendens
Pyronota splendens är en skalbaggsart som beskrevs av Given 1952. Pyronota splendens ingår i släktet Pyronota och familjen Melolonthidae. Inga underarter finns listade i Catalogue of Life.